# 1797

## Родени
- Андо Хирошиге – японски живописец и гравьор († 1858)
- 12 януари – Анете фон Дросте-Хюлзхоф, немска поетеса († 1848 г.)
- 31 януари – Франц Шуберт, австрийски композитор († 1828)
- 22 март – Вилхелм I, пруски крал, германски император († 1888)
- 27 март – Алфред дьо Вини, френски писател († 1863)
- 3 април – Бартелеми Дюмортие, белгийски ботаник и политик († 1878)
- 18 юли – Имануел Херман Фихте, германски философ († 1879)
- 30 август – Мери Шели, английска писателка († 1851)
- 29 ноември – Гаетано Доницети, италиански композитор († 1848)
- 13 декември – Хайнрих Хайне, немски поет († 1856)

## Починали
- 2 март – Хорас Уолпоул, английски писател и общественик (* 1717)
- 3 март – Ив Жозеф дьо Кергелен дьо Тремарек, френски мореплавател (* 1734)
- 9 юли – Едмънд Бърк, британски политик и философ (* 1729)